# Blanchet (entreprise)
Pour les articles homonymes, voir Blanchet.
 (juin 2017).
Blanchet est une marque de montres suisses fondée par Jean Blanchet à Lyon en France en 1789. Aujourd'hui la société fait partie du D Group, dont le siège est à Lugano, dans le canton du Tessin, en Suisse.

## Histoire
Jean Blanchet grandit à Lyon, en France, où son père Pierre était propriétaire d'une petite usine de montres. Depuis sa jeunesse, il subit la fascination des traditions de l'horlogerie suisse et française. En 1789, il fonde à Lyon sa première usine de montres. En 1828, il épouse Laura Wilson, fille d'un ambassadeur britannique. Un an plus tard, il devient père. Son fils, Yves Blanchet, étudie à l'École Royale de l'Horlogerie de Cluses et, en 1856, déplace l'usine à Coppet, près de Genève, en Suisse. Parmi les propriétaires célèbres de montres Blanchet, il y eut Napoléon III et le premier ministre britannique William Ewart Gladstone.